# Eucharia collaris
Eucharia collaris är en fjärilsart som beskrevs av Grum-grshimailo 1900. Eucharia collaris ingår i släktet Eucharia och familjen björnspinnare. Inga underarter finns listade i Catalogue of Life.